# Paolo Federico di Meclemburgo-Schwerin (1852-1923)
Paolo Federico di Meclemburgo-Schwerin, (tedesco: Herzog Paul Friedrich zu Mecklenburg) (Ludwigslust, 19 settembre 1852 – Ludwigslust, 17 maggio 1923), fu un principe di Meclemburgo-Schwerin e generale della cavalleria di Meclemburgo.

## Biografia
Era il secondogenito di Federico Francesco II di Meclemburgo-Schwerin, e della sua prima moglie, Augusta di Reuss-Köstritz, figlia del principe Enrico LXIII Reuss di Köstritz.

## Matrimonio
Sposò, il 5 maggio 1881, a Schwerin, la cugina Maria di Windisch-Grätz, figlia del principe Hugo di Windisch-Graetz e Luisa di Meclemburgo-Schwerin. Ebbero cinque figli:
- Paolo Federico (1882-1904);
- Maria Luisa (1883-1883);
- Maria Antonietta (1884-1944);
- Enrico Borwin (1885-1942), sposò in prime nozze Elizabeth Tibbits Pratt, in seconde nozze Natália Oelrichs e in terze nozze Carola von Chamisso.
- Giuseppe (1889-1889).

Tutti i figli vennero educati alla fede cattolica, la religione della moglie. Vissero a Venezia, dove fecero amicizia con il "cardinale Sarto" (poi Papa Pio X).
Il 21 aprile 1884 rinunciò ai suoi diritti e quello dei suoi figli per la successione al trono di Meclemburgo-Schwerin in favore dei suoi fratelli più giovani e dei loro figli. Nel 1887 si convertì al cattolicesimo.

## Morte
Morì il 17 maggio 1923 a Ludwigslust.

## Ascendenza
|                                               |                             |                                   | Genitori                         |  |  | Nonni |  |  | Bisnonni                                  |  |  | Trisnonni                                    |  |
|                                               |                             |                                   |                                  |  |  |       |  |  | Federico Ludovico di Meclemburgo-Schwerin |  |  | Federico Francesco I di Meclemburgo-Schwerin |  |
|                                               |                             |                                   |                                  |  |  |       |  |  | Federico Ludovico di Meclemburgo-Schwerin |  |  | Federico Francesco I di Meclemburgo-Schwerin |  |
|                                               |                             | Luisa di Sassonia-Gotha-Altenburg |                                  |  |  |       |  |  | Federico Ludovico di Meclemburgo-Schwerin |  |  |                                              |  |
| Paolo Federico di Meclemburgo-Schwerin        |                             |                                   |                                  |  |  |       |  |  | Federico Ludovico di Meclemburgo-Schwerin |  |  |                                              |  |
|                                               |                             | Elena Pavlovna Romanova           | Paolo I di Russia                |  |  |       |  |  |                                           |  |  |                                              |  |
|                                               |                             | Elena Pavlovna Romanova           | Paolo I di Russia                |  |  |       |  |  |                                           |  |  |                                              |  |
|                                               |                             | Elena Pavlovna Romanova           | Sofia Dorotea di Württemberg     |  |  |       |  |  |                                           |  |  |                                              |  |
| Federico Francesco II di Meclemburgo-Schwerin |                             | Elena Pavlovna Romanova           |                                  |  |  |       |  |  |                                           |  |  |                                              |  |
|                                               |                             | Federico Guglielmo III di Prussia | Federico Guglielmo II di Prussia |  |  |       |  |  |                                           |  |  |                                              |  |
|                                               |                             | Federico Guglielmo III di Prussia | Federico Guglielmo II di Prussia |  |  |       |  |  |                                           |  |  |                                              |  |
|                                               |                             | Federico Guglielmo III di Prussia | Federica Luisa d'Assia-Darmstadt |  |  |       |  |  |                                           |  |  |                                              |  |
| Alessandrina di Prussia                       |                             | Federico Guglielmo III di Prussia |                                  |  |  |       |  |  |                                           |  |  |                                              |  |
|                                               |                             | Luisa di Meclemburgo-Strelitz     | Carlo II di Meclemburgo-Strelitz |  |  |       |  |  |                                           |  |  |                                              |  |
|                                               |                             | Luisa di Meclemburgo-Strelitz     | Carlo II di Meclemburgo-Strelitz |  |  |       |  |  |                                           |  |  |                                              |  |
|                                               |                             | Luisa di Meclemburgo-Strelitz     | Federica d'Assia-Darmstadt       |  |  |       |  |  |                                           |  |  |                                              |  |
| Paolo Federico di Meclemburgo-Schwerin        |                             | Luisa di Meclemburgo-Strelitz     |                                  |  |  |       |  |  |                                           |  |  |                                              |  |
|                                               | Enrico VI di Reuss-Köstritz | …                                 |                                  |  |  |       |  |  |                                           |  |  |                                              |  |
|                                               | Enrico VI di Reuss-Köstritz | …                                 |                                  |  |  |       |  |  |                                           |  |  |                                              |  |
|                                               | Enrico VI di Reuss-Köstritz | …                                 |                                  |  |  |       |  |  |                                           |  |  |                                              |  |
| Enrico LXIII di Reuss-Köstritz                | Enrico VI di Reuss-Köstritz |                                   |                                  |  |  |       |  |  |                                           |  |  |                                              |  |
|                                               |                             | Enrichetta Casado y Huguetan      | …                                |  |  |       |  |  |                                           |  |  |                                              |  |
|                                               |                             | Enrichetta Casado y Huguetan      | …                                |  |  |       |  |  |                                           |  |  |                                              |  |
|                                               |                             | Enrichetta Casado y Huguetan      | …                                |  |  |       |  |  |                                           |  |  |                                              |  |
| Augusta di Reuss-Köstritz                     |                             | Enrichetta Casado y Huguetan      |                                  |  |  |       |  |  |                                           |  |  |                                              |  |
|                                               |                             | Enrico di Stolberg-Wernigerode    | …                                |  |  |       |  |  |                                           |  |  |                                              |  |
|                                               |                             | Enrico di Stolberg-Wernigerode    | …                                |  |  |       |  |  |                                           |  |  |                                              |  |
|                                               |                             | Enrico di Stolberg-Wernigerode    | …                                |  |  |       |  |  |                                           |  |  |                                              |  |
| Eleonora di Stolberg-Wernigerode              |                             | Enrico di Stolberg-Wernigerode    |                                  |  |  |       |  |  |                                           |  |  |                                              |  |
|                                               |                             | Giovanna di Schönburg-Waldenburg  | …                                |  |  |       |  |  |                                           |  |  |                                              |  |
|                                               |                             | Giovanna di Schönburg-Waldenburg  | …                                |  |  |       |  |  |                                           |  |  |                                              |  |
|                                               |                             | Giovanna di Schönburg-Waldenburg  | …                                |  |  |       |  |  |                                           |  |  |                                              |  |
|                                               |                             | Giovanna di Schönburg-Waldenburg  |                                  |  |  |       |  |  |                                           |  |  |                                              |  |